# Semide
Semide là một xã ở tỉnh Ardennes, thuộc vùng Grand Est ở phía bắc nước Pháp. Xã này cách Paris 200 km về phía đông bắc, cách 40 km so với Reims). Người dân ở đây được gọi là Semidas.

## Dân số
| 1962 | 1968 | 1975 | 1982 | 1990 | 1999 | 2004 |
| ---- | ---- | ---- | ---- | ---- | ---- | ---- |
| 314  | 293  | 251  | 264  | 258  | 245  | 216  |